# کن تاکوچی
کن تاکوچی (انگلیسی: Ken Takeuchi؛ زادهٔ ۲۰ فوریهٔ ۱۹۷۸) صداپیشه اهل ژاپن است.